# Siphonophora guianana
Siphonophora guianana är en mångfotingart som beskrevs av Chamberlin 1923. Siphonophora guianana ingår i släktet Siphonophora och familjen Siphonophoridae. Inga underarter finns listade i Catalogue of Life.